# John Gilbert (naturalista)
John Gilbert (14 marzo 1812 – 28 giugno 1845) è stato un esploratore e naturalista britannico.
Svolgeva la professione di tassidermista presso la Società Zoologica di Londra; in tale sede incontrò John Gould (1804-1881). Insieme a lui, nel 1838, partì per l'Australia. In quel Paese Gilbert raccolse numerosi campioni zoologici di specie nuove alla scienza, che in seguito verranno descritte da Gould. Quando quest'ultimo tornò in Gran Bretagna, Gilbert rimase in Australia e si unì alla spedizione guidata da Ludwig Leichhardt (1813-1848). Nel corso del viaggio, però, morì in uno scontro con gli aborigeni.